# نيمسيات
النميسيات (الاسم العلمي: Nemesiidae)، المعروفة أيضًا باسم عناكب الباب المسحور القمعية الوتراء، هي فصيلة من عناكب رتيلاء الشكل التي وصفها أوجين سيمون لأول مرة في عام 1889، ورفعت إلى وضع فصيلة في عام 1985. قبل أن تصبح فصيلة مستقلة، كانت تعتبر جزءًا من "العِكابِيَّات".